# Silicon Image
Silicon Image war ein US-amerikanischer fabless-Halbleiterhersteller speziell von Konnektivitäts-Komponenten der Computer- und Unterhaltungselektronik, der 2015 von Lattice Semiconductor übernommen wurde.

## Übersicht
Silicon Image wurde im Januar 1995 in Sunnyvale in Kalifornien gegründet und wurde im NASDAQ unter der Kurzbezeichnung SIMG gehandelt. Der Unternehmenssitz wurde später nach Hillsboro in Oregon verlegt.
Das Unternehmen hatte laut eigenen Angaben im Jahr 2005 mehr als 425 Angestellte.
Am 3. Januar 2007 übernahm Silicon Image das Unternehmen sci-worx GmbH (mit den Standorten Hannover, Braunschweig und Hamburg) von Infineon. Am 22. Oktober 2009 erklärte COO Harold Covert, dass zum Jahresende die zwei Entwicklungsstandorte in Deutschland geschlossen werden sollten, wovon etwa 150 von den 325 Mitarbeitern in der Entwicklungsabteilung der Firma betroffen waren. Zukünftig würden die beiden übriggebliebenen Standorte in den Vereinigten Staaten und in China gestärkt und die Mitarbeiterzahl bis 2010 auf 250 aufgestockt werden.
2015 gab Lattice Semiconductor bekannt, Silicon Image für 600 Mio. US-Dollar übernehmen zu wollen. Die Übernahme wurde im März 2015 abgeschlossen.

## Produkte
Silicon Image entwickelte integrierte Schaltkreise im Bereich der Hochgeschwindigkeits-Datenübertragung, z. B. für die Ansteuerung der DVI- und SATA-Schnittstellen und die gesicherte Übertragung, Speicherung und Anzeige von Mediendaten (HDMI-Schnittstelle). ICs von Silicon Image wurden sowohl in Computern (LC-Displays, Grafikkarten) als auch in Geräten der Unterhaltungselektronik (z. B. Digitalfernseher, HD-TV, DVD-Player, Set-Top-Boxen) verwendet.
Die Produkte waren auf drei Produktlinien verteilt: Produkte für die Ansteuerung von Datenspeichern (SteelVine), Schaltkreise für die Ansteuerung von LCD- oder Plasma-Digitalbildschirmen (VastLane (HDMI/DVI)) und TV-Schaltkreise (PinnaClear).

## Unternehmensgeschichte

Logo des Unternehmens von den Neunzigern bis 2006

- 1997 beginnt im Juni die Auslieferung von PanelLink-ICs für die Ansteuerung von digitalen Bildschirmen.
- 1998 beginnt mit Intel die Zusammenarbeit zur weltweiten, offenen Spezifikation der digitalen Übertragung von der Grafikkarte zum digitalen Bildschirm (DDWG).
- 1999 geht Silicon Image im Oktober an die Börse.
- 2000 werden im Juni erste Schaltkreise für HDCP-Übertragung über die DVI-Schnittstelle ausgeliefert.
- 2000 wird im August ein SATA-Interface mit 3,125 Gbps vorgestellt.
- 2006 beliefert Silicon Image im April Toshiba mit ersten ICs für HDMI-Übertragung in Notebooks mit HD DVD.
- 2009 schließt Silicon Image zum Jahresende die deutschen Niederlassungen.[3]
- Januar 2015: Silicon Image wird von Lattice Semiconductor Corporation zum Preis von 600 Millionen USD aufgekauft.